# Франк Доячек
Франк Доя́чек (*29 лютого 1880, містечко Влашім, нині Чехія—†20 квітня 1951, Вінніпеґ) — видавець і підприємець, який відкрив першу в Канаді руську (українську) книгарню у Вінніпезі.

## Біографія
Сам із походження чех, Франк Доячек у 1903 емігрував до Канади а в 1906 заснував для іммігрантів-слов'ян магазин, який у роках 1920—1984 був відомий під назвою «Українська книгарня і накладня». Згодом відкрив подібні магазини в Едмонтоні, Реджайні та Ванкувері. У 1913—1927 і 1932—1973 — власник газети «Канадійський фармер».
Окрім української, володів німецькою і польською книгарнями: укладав щорічні каталоги українською, польською, чеською та словацькою мовами, продавав і розповсюджував поштою газети. Багато видань тематично спрямовані на сприяння адаптації іммігрантів у Канаді: навчальні книги для дорослих, словники, порадники з питань медицини, сільського господарства, права, документознавства тощо.
У Канадському музеї цивілізації діє експозиція, присвячена «Українській книгарні».